# Tomosvaryella unguiculatus
Tomosvaryella unguiculatus är en tvåvingeart som först beskrevs av Cresson 1911.  Tomosvaryella unguiculatus ingår i släktet Tomosvaryella och familjen ögonflugor.
Artens utbredningsområde är Virginia. Inga underarter finns listade i Catalogue of Life.